# Будкин, Пётр Ильич
Пётр Ильич Будкин (6 февраля 1921, Гривки, Саратовская губерния — 27 сентября 1987, Рязань) — русский советский художник, живописец, пейзажист, педагог Рязанского художественного училища (1950—1981), член Союза художников СССР (с 1951).

## Биография
Родился 6 февраля 1921 года в селе Гривки Саратовской губернии. В 1929 году родители Петра Ильича с четырьмя детьми переехали в город Барнаул. В 1941 году Пётр Будкин поступил в Алма-Атинское художественное училище сразу на 3 курс. После его окончания с 1943 по 1950 гг. учился в Ленинградском Институте живописи, скульптуры и архитектуры им. И. Е. Репина у профессора Рудольфа Рудольфовича Френца. Дипломная работа Петра Будкина «Иван Ползунов — изобретатель паровой машины» репродуцировалась 25-тысячным тиражом по всей стране.
Получив диплом, Пётр Будкин приехал в Рязань по распределению. С 1950 по 1981 гг. преподавал рисунок, живопись и композицию в Рязанском художественном училище.
Принимал участие во многих выставках, в том числе республиканских и зональных. Персональные выставки состоялись в 1958, 1971, посмертные — в 1989 и 2011 годах в Рязани.
Умер 27 сентября 1987 года в возрасте 66 лет. Похоронен в городе Рязани.
Произведения художника находятся в Рязанском государственном областном художественном музее им. И. П. Пожалостина, Доме-музее академика И. П. Павлова в Рязани, Желанновском краеведческом музее.

## Творчество
Будкин не занимался масштабными произведениями в духе соцреализма. Несмотря на блестящий дебют в качестве живописца с эпической дипломной работой «Ползунов — изобретатель паровой машины», автор быстро оставил исторический жанр и перешёл к более простым формам.